# فيناديو
فيناديو ( (بالأكستانية: Vinai)‏ ) هي بلدية (كوميون) في مقاطعة كونيو في منطقة بيدمونتي الإيطالية، وتقع على بعد نحو 100 كيلومتر (62 ميل) جنوب غرب تورينو و30 كيلومتر (19 ميل) جنوب غرب كونيو، على الحدود مع فرنسا. تقع على طول نهر ستورا دي ديمونتي.
تقع فيناديو على حدود البلديات التالية: أيسون، ديمونتي، إزولا (الألب الجبلية) (فرنسا)، بيترابورتسيو، سان إتين دي تيني (فرنسا)، سامبوكو، فالديري.

## المعالم السياحية الرئيسية
في فراتسيوني سانتانا دي فيناديو يوجد موقع مقدّس يعتبر أعلى مكان للعبادة المسيحية في أوروبا إذ يبلغ ارتفاعه قرابة 2,000 متر (6,600 قدم). يوجد في فيناديو حصن هام يعود لعهد مملكة سردينيا السابقة ويعرف باسم قلعة ألبرتينو.

## الثقافة
في عام 2003، استضافت المدينة "الاجتماع العالمي لأصدقاء 2CV"، حيث التقى قرابة 7000 شخص من جميع أنحاء العالم وخيموا حول قلعة ألبرتينو القديمة.